# ابارا سوروکو
ابارا سوروکو (به ژاپنی: 江原 素六 Ebara Soroku); ۱۰ مارس ۱۸۴۲ – ۱۹ مهٔ ۱۹۲۲) یک سامورایی در اواخر دوره ادو بود که در دوره میجی به یک آموزگار و سیاستمدار تبدیل شد.